# Unciaal 0121a
Unciaal 0121a (Gregory-Aland), ε 1031 (von Soden), is een van de Bijbelse handschriften in de Griekse taal. Het dateert uit de 10e eeuw en is geschreven met uncialen op perkament.

## Beschrijving

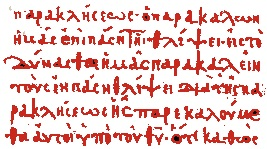
Eerste brief van Paulus aan de Korintiërs

Het bevat de tekst van het Eerste brief van Paulus aan de Korintiërs 15,52-Tweede brief van Paulus aan de Korintiërs 1,15; 10,13-12,5. De gehele codex bestaat uit 2 bladen (26 × 21 cm) en werd geschreven in twee kolommen per pagina, 38 regels per pagina.
De Codex geeft de gemengde tekst weer, Kurt Aland plaatste de codex in Categorie III.

## Geschiedenis
Het handschrift bevindt zich in de British Library (Harley 5613), in Londen.